# Dysauxes punctilla
Dysauxes punctilla är en fjärilsart som beskrevs av Denso 1921. Dysauxes punctilla ingår i släktet Dysauxes och familjen björnspinnare. Inga underarter finns listade i Catalogue of Life.